# Arpi, Vayots Dzor
Arpi là một đô thị thuộc tỉnh Vayots Dzor, Armenia. Dân số ước tính năm 2011 là 1229 người.